# خیابان واتلینگ

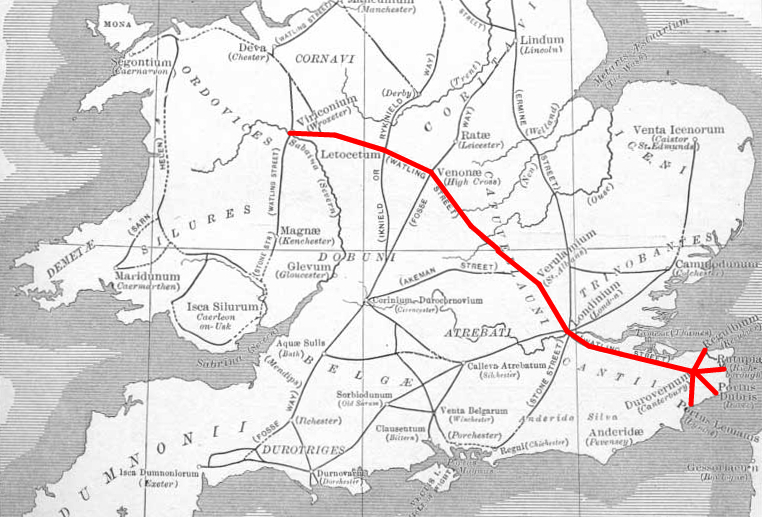
جادهٔ واتلینگ (به‌رنگ قرمز) در نقشهٔ بریتانیای روم

خیابان واتلینگ (به انگلیسی: Watling Street) نام یکی از جاده‌های اصلی انگلستان است که در دوران رومیان ساخته شده و هنوز هم از آن استفاده می‌شود. این جاده که نامش برگزفته از نام قدیمی و آنگلو-ساکسونی سنت آلبانز است از دوور در کنت در جنوب شرقی انگلستان آغاز و با عبور از کانتربری و لندن تا سنت آلبانز در شمال لندن امتداد یافته و در پایان به دهکدهٔ کوچک راکسِتِر در شراپشایر می‌رسد.